# Довнарович, Казимир
Казимир Довнарович (пол. Kazimierz Downarowicz; 1885, Кликово, Радомский повят, Царство Польское, Российская империя — 1939, Пяшница Велька, Польша) — польский политический деятель, инженер, дипломат.

## Биография
Казимир Довнарович (пол. Kazimierz Downarowicz) родился 1 июня 1885 в имении Кликово Радомского повята. Отец — польский шляхтич Медард Довнарович герба Пшыячель, мать — Стефания Хорновская.
Учился в Льежском университете на факультете инженерии.
По окончании университета работал по специальности на промышленных предприятиях Шеффилда, Англия.
В 1920 году был назначен атташе по эмиграционным вопросам в Консульство Польской Республики в Антверпене, Бельгия, а в 1922 году возглавил Консульство (назначен консулом).
В 1928—1932 годах занимал должность консула в Генеральном консульстве Польской Республики в Куритибе, Бразилия.
По возвращении в Польшу работал в Министерстве финансов, в 1934 году был переведён в Таможенное управление Гдыни, где последовательно занимал должности советника, начальника отдела, заместителя начальника таможни.
Погиб 11 ноября 1939 года в массовой казни недалеко от деревни Пяшница Велька под Гдыней. Похоронен на Витоминьском кладбище в Гдыне.

## Награды
- Золотой Крест Заслуги
- Медаль Независимости (1937)[6].

## Личная жизнь
Имел сестру Марию и братьев Юзефа, Медарда и Станислава. Был женат, имел дочь.